# ATI Radeon R100 series
La Radeon R100 è la prima generazione di chip grafici Radeon di ATI Technologies.

## Caratteristiche
La linea presenta l'accelerazione 3D basata su Direct3D 7.0 e OpenGL 1.3 e tutte le versioni, tranne le versioni entry-level, che scaricano i calcoli della geometria dell'host su un motore di trasformazione e illuminazione (T&L) hardware, un importante miglioramento in termini di funzionalità e prestazioni rispetto al precedente progetto Rage. I processori includono anche l'accelerazione GUI 2D, l'accelerazione video e più output di visualizzazione.
"R100" si riferisce al nome in codice di sviluppo della GPU della generazione iniziale. È la base per una varietà di altri prodotti successivi.